# Afrique-sur-Seine
Africa -sur -Seine es una película francesa de 1955 dirigida por Jacques Melo Kane Mamadou Sarr , Paulin Vieyra Soumanou.
Fue el primer cortometraje realizado por directores africanos. Filmada en 1955 , esta película marca el comienzo del cine africano .

## Sinopsis
África, ¿está en África o a orillas del Sena? Preguntas agridulces de una generación de artistas y estudiantes negros en búsqueda de su civilización, de su cultura, de su futuro.